# Sant Joan de Vilamajor (Pujalt)
Sant Joan de Vilamajor és l'església parroquial de Vilamajor, al municipi de Pujalt (Anoia). És una obra inclosa a l'Inventari del Patrimoni Arquitectònic de Catalunya.

## Descripció
L'església de Sant Joan és situada a l'entrada de la petita població de Vilamajor centrant una plaça de nova construcció. El temple és d'una sola nau amb absis semicircular, amb un fris d'arcuacions llombardes i una finestra de doble esqueixada. A ponent té una porta adovellada amb guardapols i el relleu d'un sant lluitador amb llança (sant Jordi o Sant Miquel) a la dovella central i al capdamunt un campanar d'espadanya de dues obertures. Té contraforts als costats laterals. Una bona part de la volta va esfondrar-se. L'any 2000 va ser reconstruïda.

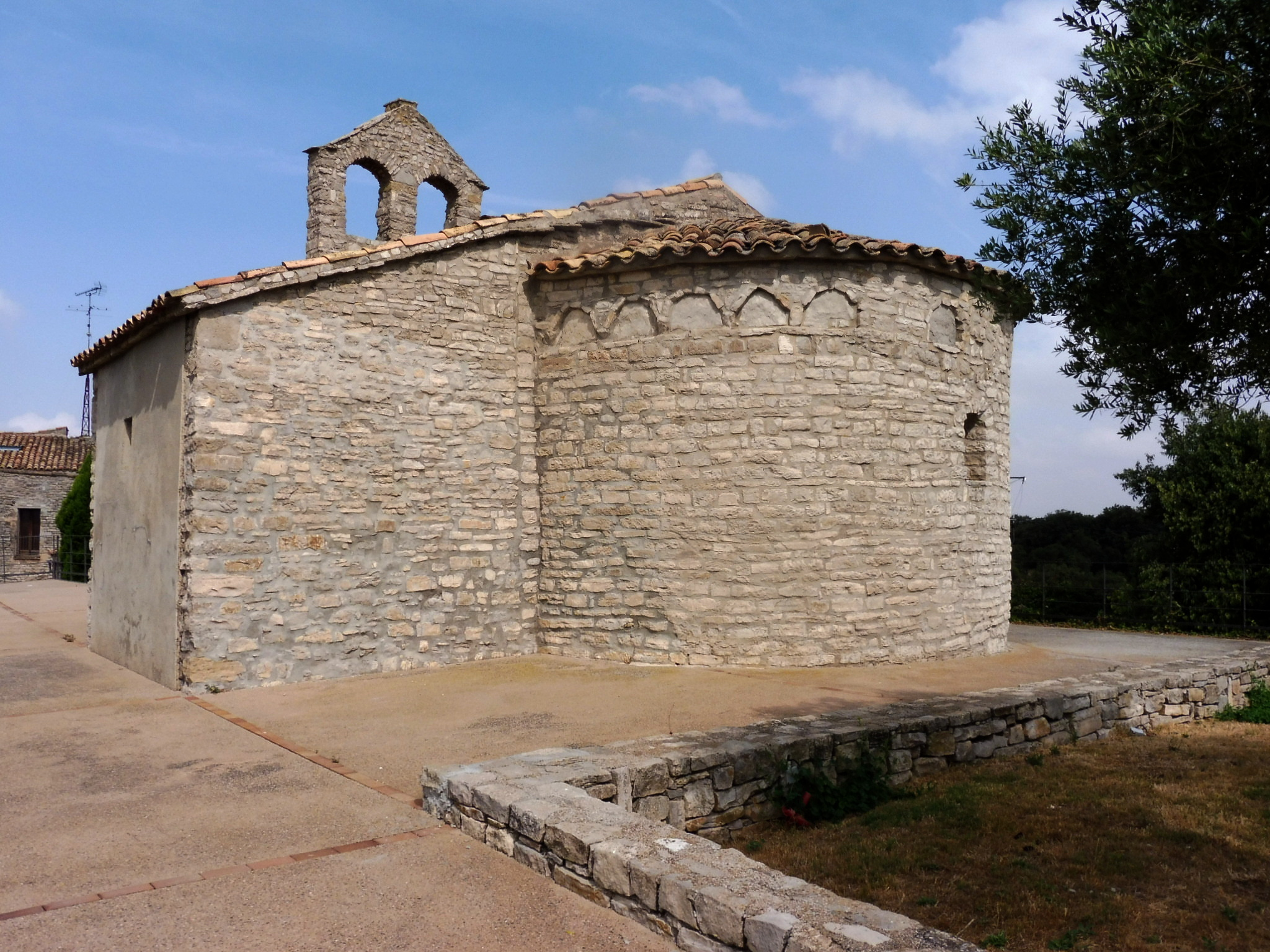
Absis

## Història
L'església de Sant Joan de Vilamajor és antiga sufragània de Segur i filial de l'Astor i apareix documentada des del sg. XII. La primera referència documental és del 1157.